# Baltingos

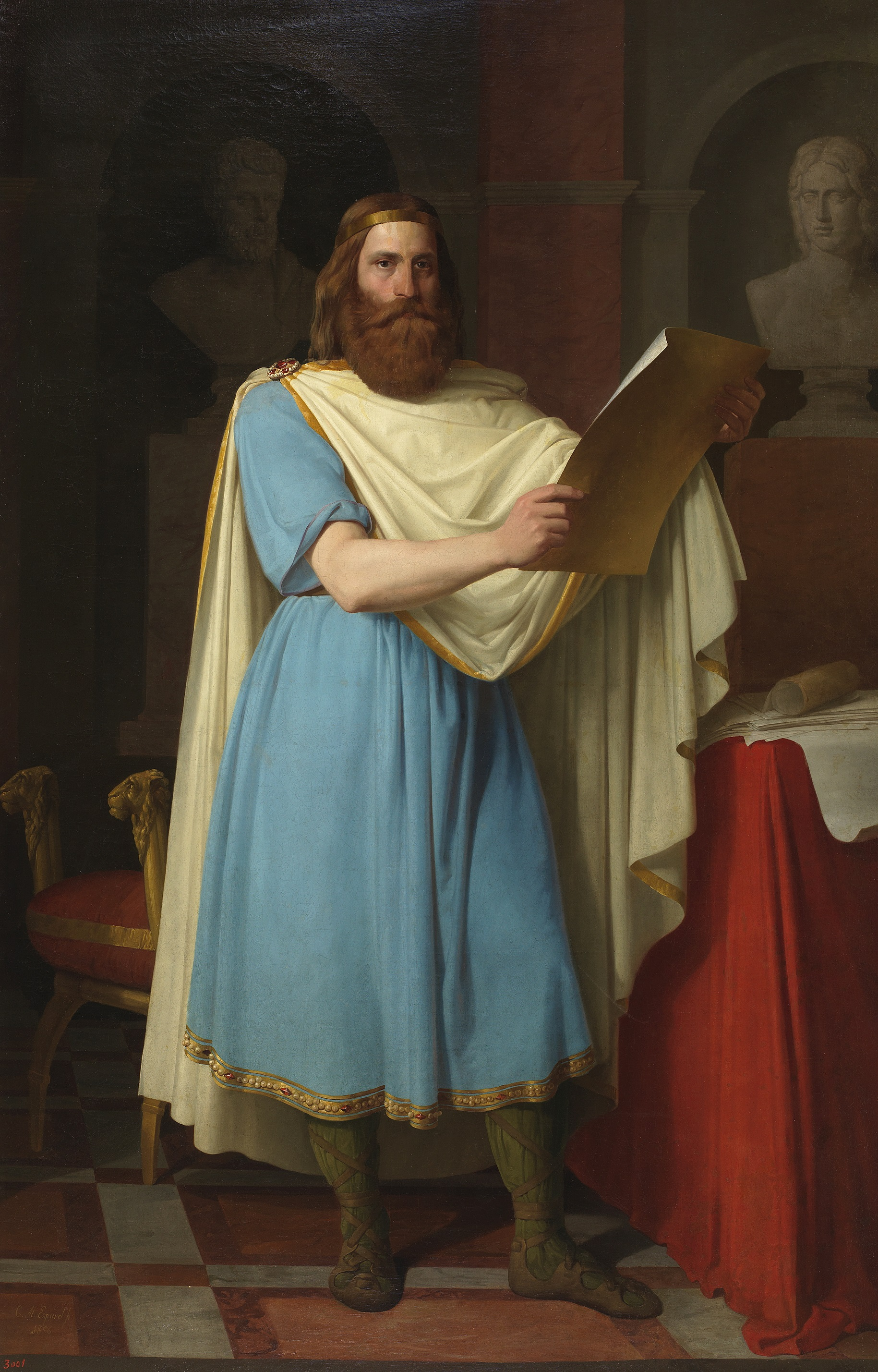
El rey Alarico II, rey de los visigodos, perteneciente a la dinastía baltinga.

Los baltingos fueron una dinastía visigótica que gobernó Hispania y parte de Galia. El nombre procede de Baltha (Balþa o Balþs en godo), un vocablo que Jordanes tradujo como audaz, como un epíteto para referirse al linaje de Alarico I:

«Su noble linaje era sólo superado por el de Amali, porque venía de la familia de los Balthi, quienes por su audacia y valentía habían recibido tiempo atrás entre los de su raza el nombre Baltha, es decir, Audaz.»
Jordanes, Origen y hechos de los Godos, XXIX.146

Sus sucesores lideraron al pueblo visigodo hasta la muerte de Amalarico en 531. Wolfram indica la posibilidad que el origen del término estuviera en la legendaria isla de Baltia.
Jordanes estableció en Origen y hechos de los Godos que los baltingos fueron una de dos linajes de los godos, junto con los amalos, que tenían desde tiempo ancestral la dignidad real, y que habrían representado la división del pueblo godo:

«El pueblo se dividió de acuerdo con las familias gobernantes: los visigodos servian a la familia de los Balthi y los ostrogodos a la de los famosos Amali».
Jordanes, Origen y hechos de los Godos, V.42

La dinastía de los baltingos se extendió entre 395 y 531, cuando fue sustituida en España por la ostrogoda de Teudis. Alarico I saqueó Roma en 410 y fundó un reino en la Galia romana, que duró un siglo y se extendió a la península ibérica romana, donde duró alrededor de dos siglos.
* Alarico I (395–410)
- Ataúlfo (410–415)
- Walia (415–419)
- Teodorico I (419–451)
- Turismundo (451-453)
- Teodorico II (453–466)
- Eurico (466–485)
- Alarico II (485–507)
- Gesaleico (507–511)
- Amalarico (507–531)

El historiador británico Edward Gibbon, en su Historia de la decadencia y caída del Imperio romano, menciona que esta estirpe ha dejado una huella en la provincia gótica de Septimania con el apelativo —corrupto— de Baux, y una rama de esta familia se encuentra a continuación en el reino de Nápoles. Los señores de Baux, cerca de Arlés, y de 79 ciudades subordinadas, no estaban subordinados al conde de Provenza.